# Acacia coriacea
Acacia coriacea — вид квіткових рослин з родини бобових. Ареал: Австралія (Західна Австралія, Північна територія).

## Середовище
Росте у вигляді високого дерева на берегах річок. Він також може зустрічатися як розлоге низьке дерево за прибережними дюнами та на рівнинах типу "spinifex".

## Біоморфологічна характеристика
Досягає висоти близько восьми метрів. Зазвичай він має лише один або два основних стовбура. Філодії товсті та шкірясті, довжиною від 20 до 30 см і вузькі. Квітки жовті, зібрані в кулясті китиці діаметром близько 5 мм. Стручки зазвичай згорнуті, але в розправленому стані мають довжину близько 20 см; вони сильно стиснуті між насінням. 

## Використання
Корінні жителі Австралії використовували насіння рослини як джерело їжі.